# Eternal Sea
Eternal Sea je prvi demoalbum splitskog thrash/heavy metal sastava Witchcraft. Album je snimljen 1988., a 1989. osnivač sastava Dejan Katalenić kopirao u 9 primjeraka (što je činilo ukupno 10 kopija sve zajedno) koje je podjelio raznim njemačkim i skandinavskim izdavačkim kućama s ciljem izdavanja albuma izvan Jugoslavije, jer se u njoj nije mogao izdati. Niti jedna kuća koja je primila kopiju nije izdala album, niti vratila kopiju. Negdje nakon 1996. album je neslužbeno izdala u nepoznatom broju kopija izdavačka kuća Darkness Records. Godine 2016. album je službeno u digitalnom obliku izdala izdavačka kuća Lucid Incubus Records.
Glazba na ovom albumu je inspirirana s glazbom sastava King Diamondom i Sanctuary. Pri čemu pjesma Den Of Vice ima jedan dio gdje je vokalni angažman vrlo sličan pjesmi Ascension To Destiny sastava Sanctuary. 
Produkciju i snimanje je odradio Silvio Škare Braco u svom Santo Bracconi Studiu. Goran Pučić "Pučo" je napravio sliku za omot i logo sastava. Sve pjesme osim 4., 8., i 9. je komponirao Dejan Katalenić, 4. pjesma ima samo dva Gabrićeva riffa, 8. pjesmu su instrumentalno prepolovili Dejana i Denis, a 9. pjesma ima uvod i prvu strofu Siniše Vuce, a ostatak je Dejanov.

## Popis pjesama
| 1.    | »Intro«            | Dejan Katalenić               | 1:04 |
| 2.    | »Burn witch«       | Dejan Katalenić               | 3:42 |
| 3.    | »Seventh Sabbath«  | Dejan Katalenić               | 3:42 |
| 4.    | »Sinful Nun«       | Dejan Katalenić, Denis Gabrić | 3:50 |
| 5.    | »Odyssey«          | Dejan Katalenić               | 1:26 |
| 6.    | »Pray To Die«      | Dejan Katalenić               | 3:34 |
| 7.    | »Trust In Evil«    | Dejan Katalenić               | 5:03 |
| 8.    | »To Hell And Back« | Dejan Katalenić, Denis Gabrić | 5:56 |
| 9.    | »Den Of Vice«      | Dejan Katalenić, Siniša Vuco  | 5:11 |
| 10.   | »Eternal Sea«      | Dejan Katalenić               | 1:10 |
| 40:38 |                    |                               |      |

## Osoblje
- Siniša Vuco — vokali
- Denis Gabrić — prateći vokali
- Dejan Katalenić "Winnie Witchcraft" — gitara
- Goran Pintarić — gitara
- Neno Munitić - akustična gitara
- Milan Cojić — bas-gitara
- Nepoznato - klavijature
- Silvio Škare "Braco" (drum mašina) — bubnjevi